# Sociedade Literária Germânica
Sociedade Literária germanica (Sodalitas litteraria Germaniae) ou simplesmente, Sociedade Literária (Sodalitas litterária) eram as Associações Científicas de estudiosos e seguidores do Humanismo renascentista na Europa Central, cuja existência ofereceu uma plataforma de intercâmbio para o desenvolvimentos de suas ideias.S. 81 S. 169

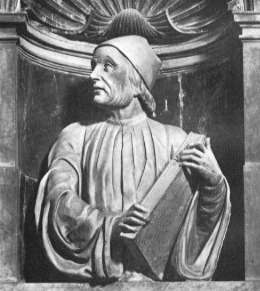
Marcilio Ficino o grande mentor da Cabala Renascentista e das Sociedades Literárias.

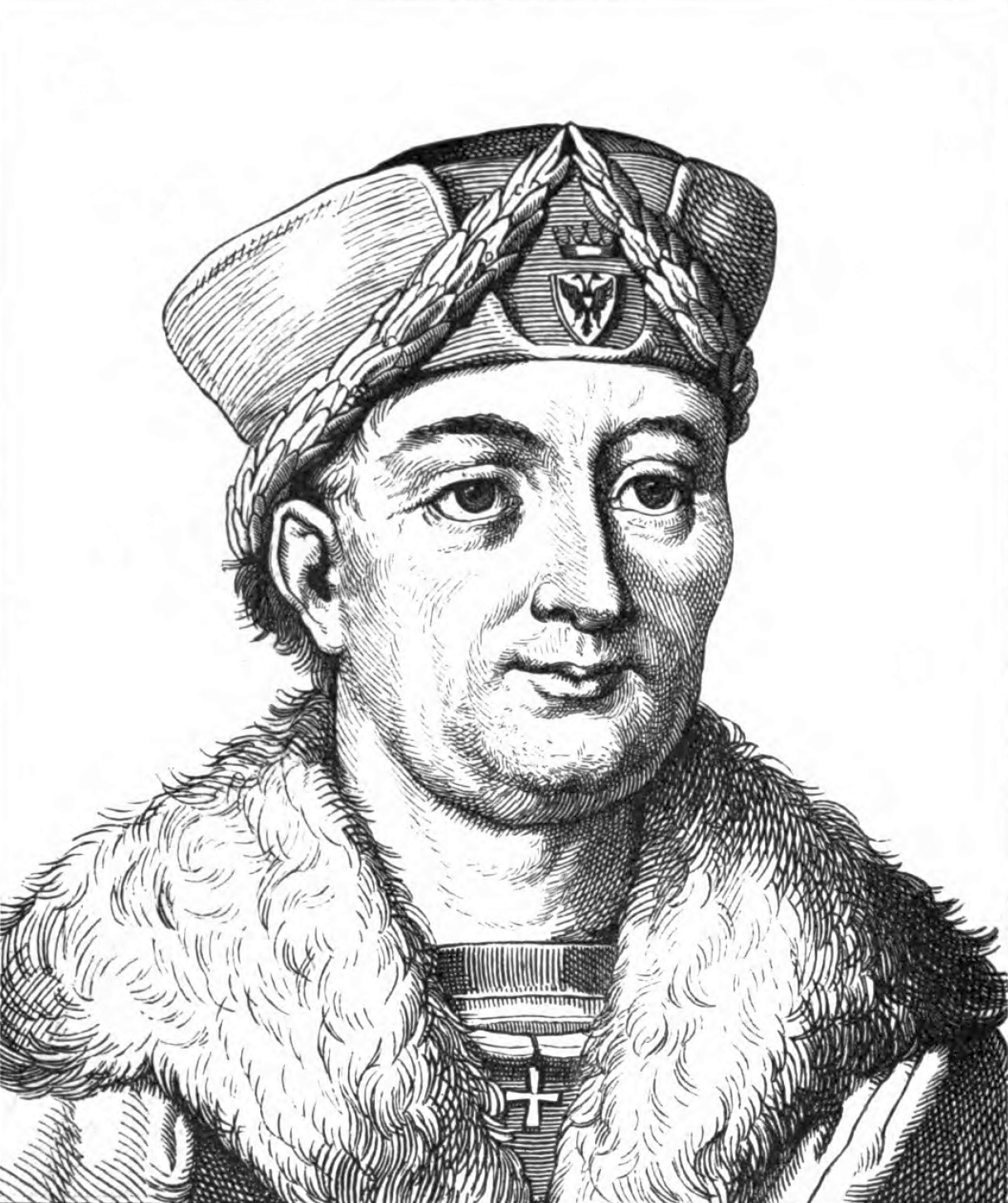
Retrato do humanista Conrad Celtis (1459-1508), por Ludwig Bechstein dos Duzentos homens alemães de 1854.

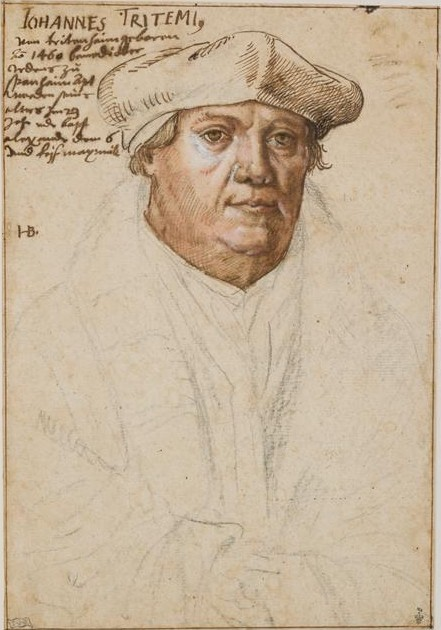
Johannes Trithemius, co-fundador da Sociedade literária renana.

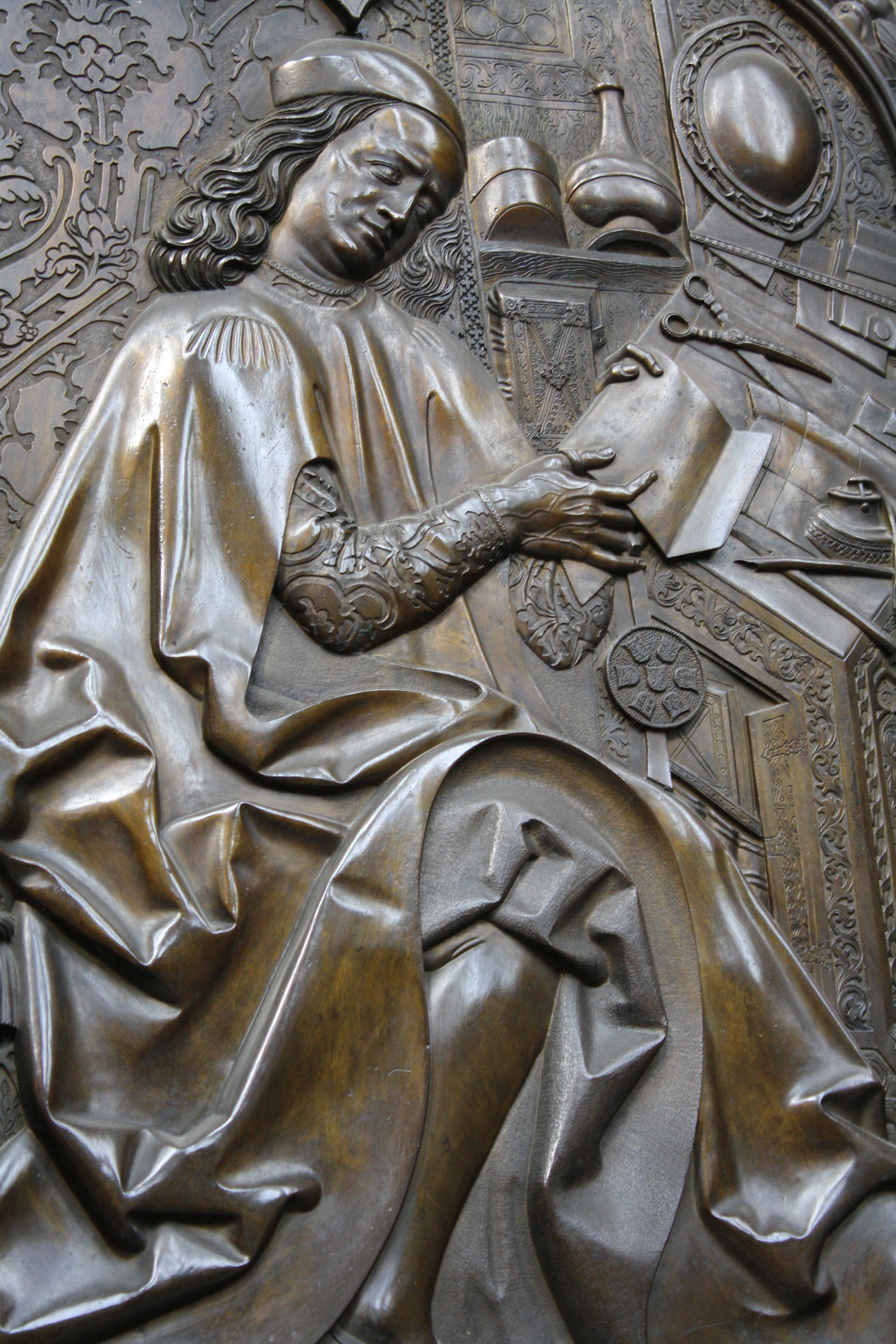
Epitáfio de bronze de Filippo Buonaccorsi, Igreja Dominicana em Cracóvia.

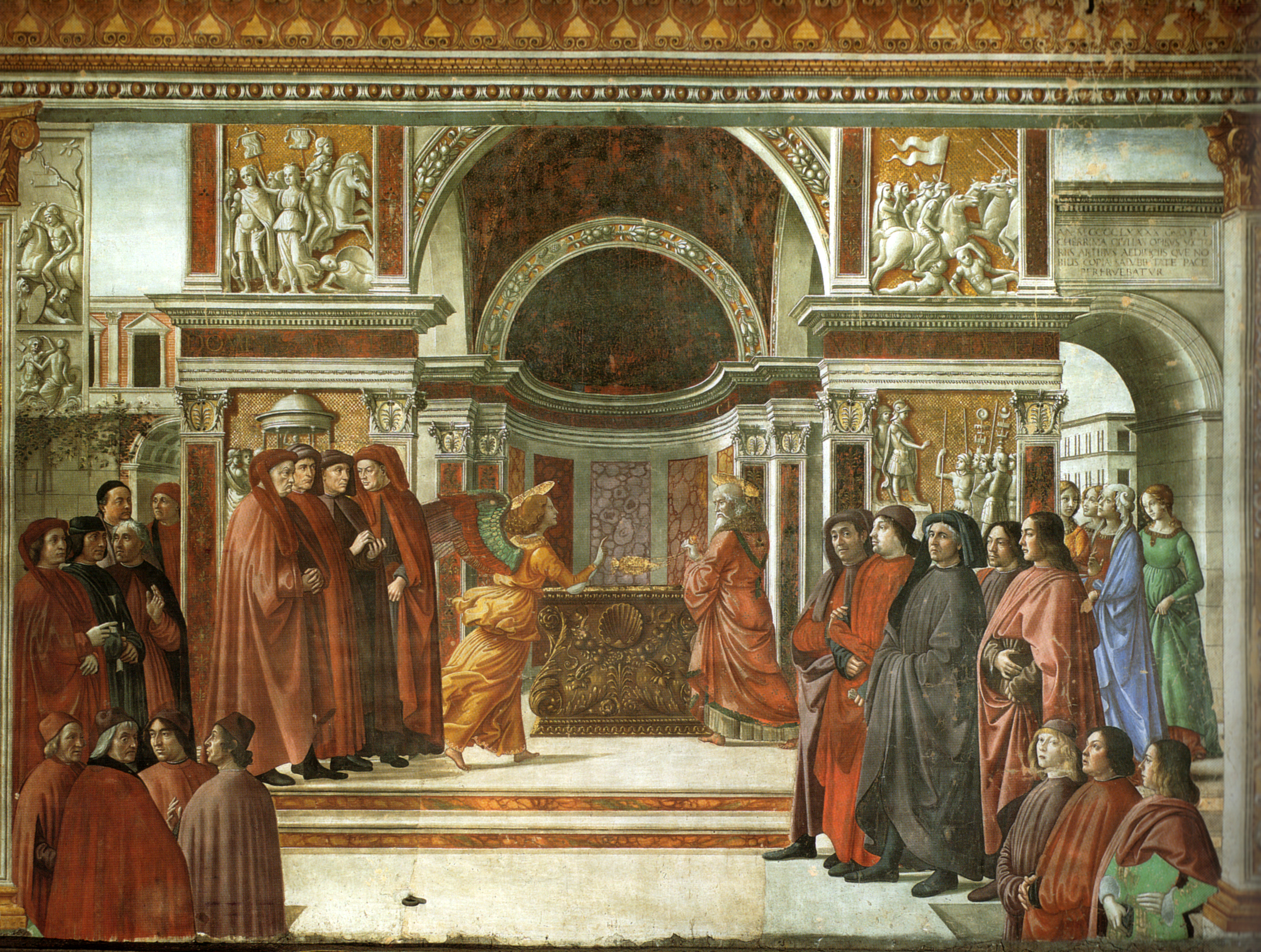
Membros da Academia Platônica Florentina: Marcilio Ficino, Christophoro Landino, Angelo Poliziano e Gentile de Becchi.

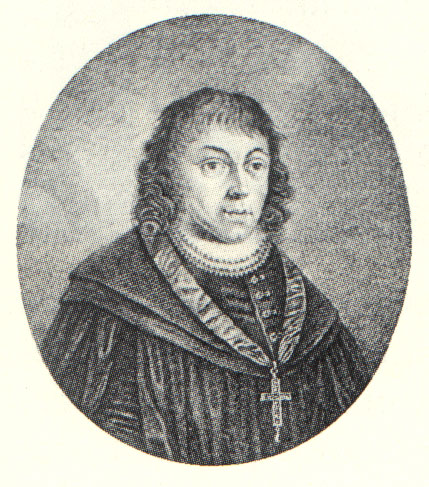
Johann III von Dalberg. Bipo de Worms entre os anos 1482/1503 e reitor da Universidade de Heidelberg.

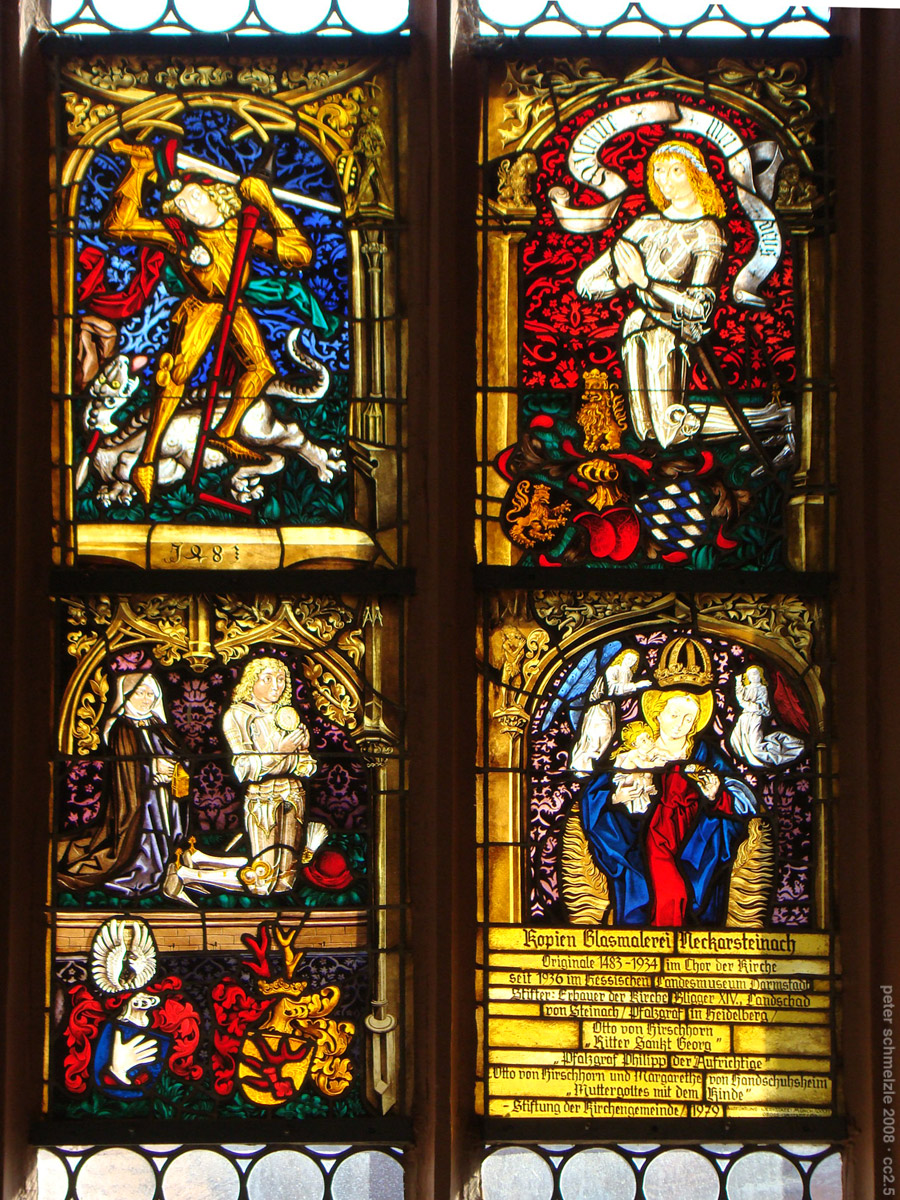
Vitraux da Igreja Evangélica em Neckarsteinach com as representações de São Jorge, (acima à esquerda), Filipe von der Pfalz, conde palatino do Reno (acima à direita), Otto von Hirschhorn com Margaret de Handschuhsheim (canto inferior esquerdo) e a Virgem Maria (abaixo à direita). O original data de 1483, está localizado no museu e foi substituído por uma réplica.

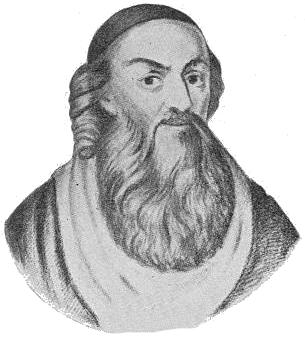
Albert Brudzewski.

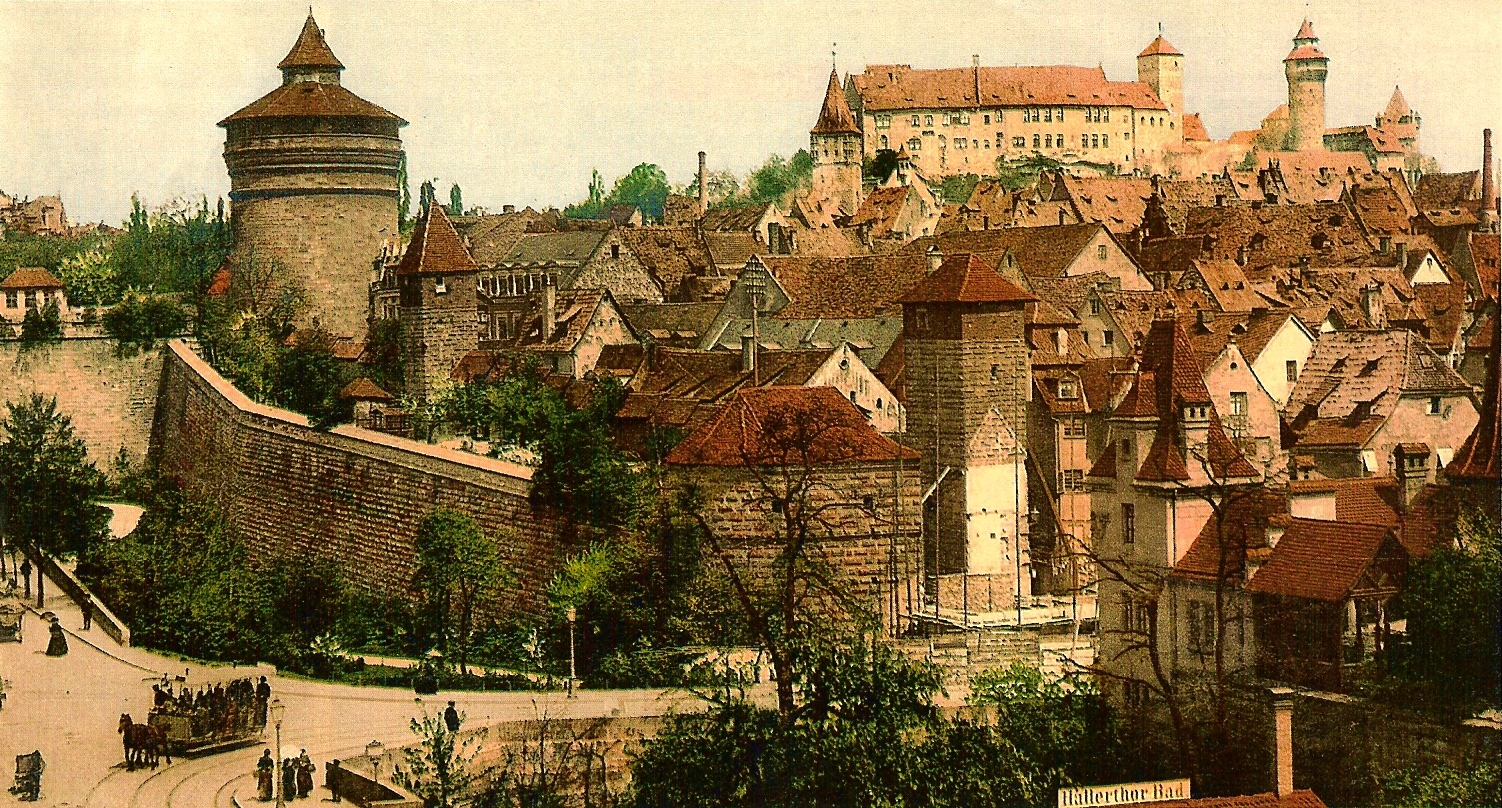
Nuremberg e o castelo imperial em 1895. Foi nesta cidade que a Sodalitas Staupitziana teve sua sede.

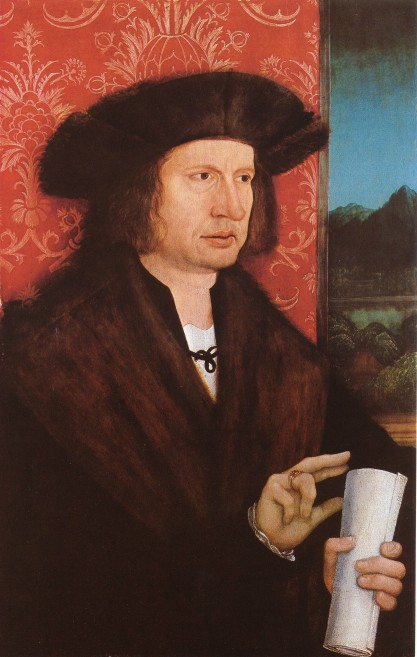
O humanista, astrônomo e médico austríaco, Georg Collimitius, reformulador da Sociedade literária Dunubiana, sediada em Viena e então chamada Sodalitas Collimitiana

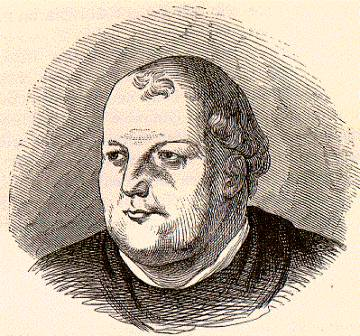
Johannes von Staupitz.

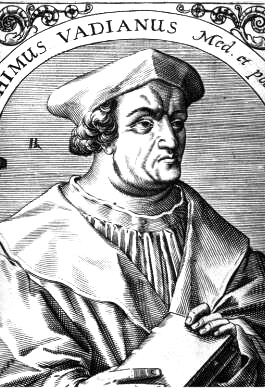
Joachim von Watt

## A concepção original
As escolas filosóficas ou escolas filosóficas literárias não foram escolas literárias simplesmente e nem promoviam nenhum movimento filosófico, mas eram, antes de tudo, escolas (confrarias) ou Sociedades que favoreciam e promoviam o estudo teológico, filosófico, científico por excelência e tiveram sua concepção a partir das ideias, dos ideais formativos do filósofo e poeta latino Conrad Celtis, que ficou conhecido como o propagador mais ardente do humanismo na Alemanha  e Áustria, durante o transcurso da história. Elas foram a exemplo de seu princípio de criação academias, precursoras do academicismo e Academias como as concebemos hoje, com as alterações pertinentes de cada época, século ou modus operandi.  Celtis abriu quatro Confrarias ou Escolas filosóficas literárias:  A Sociedade literária Vistuliana, com sede na Cracóvia; a Sociedade literária renana, com sede em Maiz; a Sociedade literária húngara, com sede em Bratislava e a mais influente de todas, a Sociedade literária Dunubiana, com sede em  Viena.
Para se compreender a organização das confrarias fundadas por Celtis, faz necessária a compreensão de sua formação. Ela se deu entre 1487-1489, durante a sua estadia em Florença onde estudou com Marsilio Ficino e em Roma quando estudou com Pomponio Leto (Júlio Pomponius Laetus)  - que por sua vez havia estudado com Lorenzo Valla - nas academias estruturadas ao tipo "Academia platônica".  S. 82  Após a sua estadia na itália, ele viajou por diversos países para incrementar seus estudos e onde também dava palestras e cursos, ele foi para Erfurt, Rostock, Leipzig, etc. Quando em Heidelberg, ele recebeu instrução de Johann Dalberg e do humanista, filósofo e alquimista Rudolf Agricola. Seu nome verdadeiro era Conrad Meissel ou Konrad Bickel, mas usava o pseudônimo de Celtes Protucius (o primeiro dos Celtas), e, por isso, era chamado de Conrad Celtis. Ele abriu várias escolas e tornou-se um hermetista de sua época.
Os humanistas italianos enamorados do idealismo platônico, trouxeram para Florença os estudos e ensinamentos praticados na Academia Platônica e as antigas tradições do academicismo greco-latinas do platonismo, do Médio platonismo, do pitagorismo, Neopitagorismo e das Antigas Escolas Filosóficas da antiguidade, a exemplo das escolas antigas como a Universidade de Constantinopla, a Escola de Filosofia de Atenas, etc. Este conjunto de estudos e práticas já havia sido objeto de orientação para outros filósofos ocidentais, como por exemplo Alain de Lille, Pedro Abelardo, Johannes Scotus Eriugena, mas nascia, agora de uma forma acadêmica, na Europa ocidental, o neoplatonismo renascentista, e foi através de Cosimo de Médici [talvez] que, influenciado filósofo Gemisto Pletão, quem fundou a Academia Platônica Florentina, em 1442, e  confiou, em 1446, a sua direção ao médico e teólogo, Marsilio Ficino. Nesta Academia se estudava a filosofia platônica, o neoplatonismo, humanismo, literatura, ciências, poesia e as artes de um modo geral. Estudavam-se nelas as obras de Platão, Porfírio, Plotino, Galeno, Hipócrates, Aristóteles, Averróis, Avicena, Dionísio, o Areopagita, Hermes Trismegisto, etc. Os ensinamentos de Ficino eram uma síntese da Filosofia cristã com a filosofia platônica, a defesa da imortalidade da alma e a divindade de Cristo. Ao mesmo tempo que em Florença, existia a Academia Romana, fundada por Pomponio Leto e que ficaria marcada pela conspiração, desbaratada, contra o papa Paulo II (1464-1471).  Os nomes ilustres desta Academia Romana, além de Celtis, foram Bartolomeo Platina, Filippo Buonaccorsi, Giovanni Sulpizio de Veroli, etc

## Sobre os objetivos
Celtis concebeu e projetou o Sodalitas como uma organização livre e informal (fraternidade de amigos) e, cujo objetivo principal, era o estudo e prática das disciplinas humanísticas e da literatura individualmente entre os membros e, em particular, confiava que assim se daria a sua proliferação. A atitude crítica dos humanistas para com a Escolástica e suas raízes teológicas ensaiava um conflito com o sistema teológico dominante e, por isso, alguns membros, da Solidas agiam com cautela e moderação.   S. 169 
Pretendiam os humanistas, promover o estudo da ciência clássica antiga e enfatizá-lo nas Universidades da escolástica. Esta mudança trouxe reivindicações que concluíram no distanciamento da universidade convencional e do academicismo, que rechaçaram as novas ideias. Como pré-requisito para o estudo metódico e científico com as fontes originais, fez-se necessário o estudo das línguas antigas, especialmente do latim original, mas também do grego e do hebraico. Como uma marca, as novas concepções da nova linha do pensamento ocidental, este humanismo ficou conhecido como: América Latinizada ou helenização Graecizada.

## Organização das escolas
A empresa tinha um presidente e um secretário. O termo latino Solitas significa amizade, companheirismo e o termo que definiria o membro ou adepto das novas ideias era Sodalis. Aquele que fosse aceito como membro deveria demonstrar a séria intenção de promover os objetivos da empresa e deveria ter algum grau de educação humanista.
Á época, foram eles os Sodalis,  os mais respeitados estudiosos de todos os campos do conhecimento e s que pertenciam à sua aliança forma os que forneceram suporte para os estudiosos das universidades.
Aqueles que saiam de seus torrões para ingressar à "Ordem", os iniciantes, não era necessário que tivessem residência fixa ao serem aceitos e nas cidades onde havia várias Sodalis nas proximidades, criavam-se paragens ou locais de reunião, eram as Hospes. Essa permanência temporária tornou-se uma preocupação para as Sodalis respeitadas e tudo se acertou com a chamada "seção" ou o "Contubernium Sodalium", onde discutiu-se sobre o alojamento e as refeições necessárias para os iniciantes.   S. 169, 170 

## Declínio e dissolução
Após a morte de seu fundador e líder espiritual, Conrad Celtis, as atividades e os efeitos das "Sodalitates litteraria", apesar do nível extraordinariamente elevado de educação e criatividade de seus membros, tendeu a retroceder. A readequação do pensamento, tendo coo base a concepção original, da Sodalitas litteraria, assim chamada moderna, também contribuiu para evitar o colapso iminente da busca do conhecimento religioso pelas classes educadas. Mesmo os bispos estavam unidos com os estudiosos, a fim de evitar o cisma dentro da Igreja. O cisma de Lutero em 1517 dividiu a comunidade religiosa em distritos Sodalitas que permaneceram fiéis à antiga igreja, e outros que se colocaram inteiramente favoráveis à igreja emergente da reforma. As comunidades fundadas sob a orientação humanista de Celtis, desapareceram.   S. 170  Alguns de seus alunos fundaram Sodalitates litterarie com sua ênfase principal apoiada na literária científica da Reforma e que teve certa importância, porém não logrou substitui àquela da formação original ou primeira.

## As Sociedades literárias fundadas por Celtis

### A Sociedade literária Vistuliana
A Sociedade literária Vistuliana, Sodalitas Litterarum Vistulana (em latim) ou Sociedade polonesa de ciências foi fundada na Polônia, com sede na Cracóvia, por Conrad Celtis em  1488. Também chamada de Congregação literária de Vístula, ela caracterizava-se como uma Sociedade Acadêmica Internacional. No tempo de sua fundação, Conrad Celtis, estudava  (em seu primeiro ano) matemática e astronomia (1488-1491), na Academia de Cracóvia e depois Universidade daquela cidade.
Para fundar a Sociedade literária Vistuliana, Celtis tomou como modelo as academias italianas, especificamente a Academia Romana. Os cursos ministrados eram a Matemática, a Astronomia e as Ciências naturais.

#### História
No final do século XV, começaram a se formar círculos de estudos, entre os pensadores e intelectuais humanistas, no entorno da Universidade de Cracóvia, fundada em 1364. Cracóvia à época era a capital polonesa (1038-1596), era o principal foco das atividades na Polônia e foi neste círculo, frequentado por nobres e eclesiásticos, que encontrou lugar o escritor e refugiado político, de origem italiana, Filippo Buonaccorsi, denominado Calímaco (1437-1496). Ele tornou-se adjunto do arcebispo de Lviv Gregório de Sanok e ao bispo Zbigniew Olesnicki, depois tornou-se secretário do rei da Polônia Casimiro IV Jagielo e tutor de seus filhos. Um desses filhos, o rei Sigismundo I, o Velho (1506-1548), casou com a Bona Sforza, filha de Gian Galeazzo Sforza, duque de Milão e, com isso teve início o Renascimento polonês.
Na polônia desenvolvia-se um polo de filosofia, mais acercados a Varsóvia, da chamada Escola de Varsóvia e tiveram representantes como Nicolau Copérnico, Wawrzyniec Goslicki, Andrzej Maksymilian Fredro, Alfred Tarski, e que, por sua vez, embora a escola polonesa sofresse desde muito a influência das escolas italianas, estes filósofos (poloneses) exerceram grande influência sobre países próximos.

#### Os membros conhecidos
- Filippo Buonaccorsi ou Philippus Calimacus, nobre italiano, estadista e humanista da Renascença, membro da Academia Romana[5] e da Academia de Cracóvia, e responsável pela introdução dos métodos de aprendizagem humanista; Albert Brudzewski[6][7][8] [nota 5] ou  Albertus de Brudzewo, que além de astrônomo e matemático,  era filósofo e diplomata. Ele ensinou teologia, filosofia (introduziu o estudo das obras de Aristóteles), literatura, matemática e astronomia incluindo o estudo dos planetas, baseado no Theory of the Planets de Georg von Peuerbach e nas tabelas astronômicas de Regiomontanus. Alberto modernizou o ensino (muito avançado pr’aquela época); o poeta Laurentius Corvinus (em alemão:  Laurentius Rabe[9] [nota 6] [nota 7];[13][14] em polonês/polaco:  Wawrzyniec Korwin que ensinou literatura e filosofia; Johannes Sommerfeld; Copérnico, astrônomo, Bernard Wapowski, matemático.

### A Sociedade literária renana
Celtis fundou em Mainz, a Sodalitas litteraria Rhenana ou Rheinische Society for Science em 1491 e cujas atividades foram permanentes até o cisma luterano em 1517. Ela agregou estudiosos dos mais diversos segmentos, eram eles cientistas, filosofos, poetas, advogados, a exemplo do preclaro e douto jurista Ulrich Zasius, teólogos, médicos, historiadores e sábios, entre os quais se pode citar Pirkheimer, Trithemius, Reuchlin, Jacques Wimpfeling (que usava o pseudônimo de Olearius), grande erudito Renascentista e um estudioso de textos gregos, etc. Ela tinha como objetivo o estudo da filosofia, especialmente a filosofia pitagórica, o hebraico, a cabala, as ciências de um modo geral, etc. Dez anos depois, em 1501, sob o patrocínio do imperador Maximilano I, que o havia laureado com o título de Professor da arte poética ele formou, sob o manto deste Privilegium, o Collegium Poetarum.

#### História
Desde a segunda metade do século XIV, Heidelberg, próximo a Worms, era a sede do (Rheinpfalz) conde palatino do Palatinado do Reno, ficava na margem ocidental do rio Reno, hoje conhecido como Renânia-Palatinado. Era onde funcionava a sede administrativa e que tinha sob sua jurisdição as importantes cidades de Mainz, Oppenheim, Nuremberg e Augsburg e na margem oriental do Reno, as cidades de Heidelberg e Mannheim. O palatinato era governado pela Casa de Wittelsbach e seu governante era o conde Filipe von der Pfalz, chamado de Filipe, o Sincero que exercia as prerrogativas da casa, ou seja, o Reichsverweseramt. Heidelberg, em 1386, tornou-se a terceira cidade, depois de Praga e Viena a receber uma Universidade  recebeu em 1386 como a terceira cidade depois de Praga e Viena, mas ainda 90 anos antes do Mainz Eleitoral, uma universidade.
E foi atendendo aos interesses do conde Filipe, que pretendia trazer para a corte os ares dos novos tempos, que em Heidelberg formou-se este importante e intenso círculo de humanistas. intelectuais, poetas, estudantes, etc., e cujo princípio formativo deveu-se a Celtis, o fundador da escola, Johann von Dalberg, figura de grande expressão intelectual, filosófica e política, que passou a usar o pseudônimo de Jean Camerarius, Rodolphe Huesmann, que ficaria conhecido como Agrícola e, por fim, Joahnn von Heidelberg, que a partir de então passou a ser conhecido como Joahnn Trithemius e depois como abade Trithemius. Outro figura de relevância foi o judeu cristão Paulus Ricius, cabalista e estudioso dos textos sagrados que ingressou na escola para lecionar o hebraico e a cabala. Mais tarde ela, a Sociedade Literária Renana, receberia um novo nome e seria chamada de Confraria Céltica. E ela mesma, a Confraria, exerceria grande influência sobre humanistas como Erasmo de Roterdã, cuja admiração por Agrícola era notória; Alexandre Hegius ou Alexandre Hegius Synthius, aluno de Agrícola e Mestre de Erasmo de Roterdã, e que fundaria em Deventer a Escola Latina e os Irmãos da Vida Comum, etc.
Em 1482 o eleitor do Palatinado Filipe von der Pfalz (que reinou de 1476-1508), nomeou a Johann von Dalberg como chanceler do Palatinado e assumiu o compromisso de que no mesmo ano ele seria eleito bispo de Worms. Dalberg, nativo de Oppenheimer, era filho de Wolf von Dalberg (1426-1476), senhor de Chamberlain. Ele estudou filosofia nas Universidades de Erfurt e Mainz, estudou as artes liberais em Pávia e direito canônico em Pádua e, nesta última, ele conheceu e fez amizade com o humanista Rudolf Agricola, que ele poderia mais tarde passar para a Universidade de Heidelberg. Em 1480 Dalberg tornou-se reitor da Universidade de Worms e chanceler da Universidade de Heidelberg e conforme acordado e, com a permissão especial do Papa Sisto IV, ele foi eleito, com apenas 27 anos, bispo de Worms. Dalberg manteve sua chancelaria e foi o primeiro bispo, que se declarou aberto para a nova direção espiritual. Em 1484 ele convidou ao amigo Rudolf Agricola, um dos eminentes representantes do humanismo alemão para promover discursos e palestras em universidade. No ano seguinte 1485, ambos foram para Roma, onde mantiveram contato com os estudiosos de renome da época. Em seu tempo o humanismo na região chegou ao seu esplendor. Ele promoveu as aspirações humanistas e fez de Heidelberg e de Worms os grandes de centros de humanismo que foram.
Da, região, sempre prolífica, sairiam artistas para o reconhecimento ad seculorum, a exemplo de Hans Sachs de Nuremberg, mestre cantor e autor do poema O rouxinol de Wittenberg de (1523), dedicado a Lutero, reverenciado por Goethe e que serviu de inspiração a Richard Wagner para sua ópera Die Meistersinger von Nürnberg, Os mestres cantores de Nuremberg.
As outras mudanças, em um tempo consideralmente curto, foi a adoção do Luteranismom em 1530 e do Calvinismo, em 1550, pelo eleitor palatino.

#### Os membros
O número inicial de estudantes não é sabido ou registrado, mas presume-se algo acima de 12. Em qualquer caso, entre eles se pode catalogar:
| Nominados por Celtis - Johann von Dalberg, primeiro presidente (1491-1503). - Johann Wacker (Vigil), Vice-Presidente ou o Primeiro Secretário, o Conselho Eleitoral, e professor universitário de Heidelberg (Sinsheim). - Heinrich Spiess (ou Cuspidius Cuspianus), Segundo Secretário, Humanista da Heidelberg. - Joahnn von Heidelberg (latinizado Trithemius), abade de Sponheim humanista, historiador e historiador literário, poeta e Moralpholosoph. - Willibald Pirckheimer, patrício Nuremberg, patrono das ciências humanas, amigo Albrecht Dürer s, conselheiro do imperador Maximiliano I. - Martin Pollich de Mellerstadt, filósofo, médico (médico ao Eleitor Saxon Friedrich), teólogo, poeta, fundador reitor da Universidade de Wittenberg - Johann Stabius, professor de matemática em Ingolstadt, a teologia, reitor da Universidade de Ingolstadt, Chosmograph e astrônomo, poeta - John Tolhopf (também Janus Tolophus), reitor da Forchheim, canon de Regensburg, Professor de Filosofia e Teologia 1472 e Reitor em 1473 na Universidade de Ingolstadt, astrônomo e poeta, a partir de 1479 o Conselho Real e astrólogo da corte do rei Matthias Corvinus - Henrique de Bunau, Saxon nobre, em seguida, para estudar ciências clássica em Worms - Eitelwolf de Stone (Hololycus de Lapide), humanista de Suevos, co-fundador da Universidade de Frankfurt /Oder (1506), o promotor Ulrich von Hutten, em Brandenburg, mais recentemente, em Mainz serviços | - Sebastian Sprenz (Sperantius) de Dünckelspühl (mais tarde Bispo de Bolzano-Bressanone 1521-1525?) - Henry Ingersoll Grien, humanista e Gräcist de Munique - John Werner, um pastor em Woerth, perto de Nuremberg - Johann Ziegler (Latrão), um matemático a partir de Nuremberga - Urban Prebusenius retórico, da Silésia, Entre as cartas, e outros documentos, figuram estes integrantes: - Jacob Dracontius, premonstratenses, poetas e músicos de Heidelberg. - Jacob Wimpheling, canon de Speyer. - Thomas Steward (Drusus), canon, canon de Speyer. - Hartmann Eptingen cânone da Basiléia. - Teodorico Gresmund de Meschede, humanista de Mainz. - Teodorico Ulsenius, humanista e médico em Nuremberg. - Henry Gerathwol (ou Euticus Êutico) médico de Frankfurt. - Johann Reuchlin, da Suábia, além de Erasmo de Rotterdam ' o filósofo alemão e humanista. - Heinrich Bebel, humanista dos suevos. - Conrad Peutinger, patrício de Augsburg. - Jodocus Gallus teólogo, de Heidelberg - Jacob Koebel escrivão da cidade, a partir de Oppenheim, - Adam Werner de Themar, jurista teólogo, poeta, educador, Eleitor de Filipe von der Pfalz - Johann Wessel, teólogo. E vários outros. |

O Sodalitas litteraria Rhenana teve com Mainz, Heidelberg, Oppenheim, Augsburg e Nuremberg retiro vários ou locais de reunião. Para a acomodação e hospitalidade aqui foi fornecida pelo "Hospes":
- Dietrich Gresemund von Meschede (Teodorico) para Mainz
- Johann Vigilius para Heidelberg
- Jakob Köbel para Oppenheim
- Willibald Pirckheimer para Nuremberg
- Conrad Peutinger para Augsburg

Em tais a section or Contubernium Sodalium often conheceu os outros membros em uma base regular, por isso, quando
Oppenheimer Grupo
- Sebastian Münster cosmógrafo, humanista e estudioso hebraico
- Ulrich von Hutten humanista, "primeiro cavaleiro império"
- Philipp Melanchthon filólogo, filósofo, humanista, teólogo, autor de livros didáticos, e Neo-poeta latino foi um "preceptor Germaniae" (Professor da Alemanha) são conhecidos. Além de Martin Luther força motriz da política alemã e européia reforma da igreja
- Hartmut von Kronberg
- País Hans prejudicial para Steinach
- Kaspar Sturm arauto imperial da Oppenheim
- Peter Gunther Neustadt, um revisor em Hieronymus Galler e simpatizantes Köbele

#### História
O círculo ao redor de Bishop humanista Johann von Dalberg durou apenas alguns anos. Rudolf Agricola morreu em 1485, Konrad Celtis deixado Heidelberg início 1496 novamente. Johann Reuchlin foi capaz de retornar ao Stuttgart em 1499, e Jacob Wimpheling mudou-se para Estrasburgo em 1501. Com a morte de Dalberg terminou os compostos dos humanistas para o bispado de Worms.

### A Sociedade literária húngara
A Sodalitas litteraria Hungarorum ou Sociedade Húngara de Ciências, sediava-se em Bratislava. Proeminente membro da John Manardus.

#### História
A Renascença trouxe com ela os prenúncios de uma nova mentalidade e reavivou os ares humanistas e religiosos do mundo ocidental. A exemplo do que ocorria na itália e na alemanha, a Hungria também ingressou neste novo mundo de ideias e conceitos. A chamada Reforma Humanista da Hungria deu início a uma nova fase de estudos das ciências e das artes liberais (studia humanitatis et artes Liberales). Era não o começo mas o recomeço, era o resgate da religiosidade e dos preceitos filosóficos antigos. Era um novo clima, uma nova etapa espiritual, conceitual e humana. Um dos grandes responsáveis foi o rei Matthias Corvinus (r.1458-1490),  que ofereceu a abertura necessária e fincou as bases para o assentamento destes novos conceitos, e possibilitou assim o surgimento do academicismo na Hungria. De sua corte faziam parte  grandes humanistas, como o chanceler János Vitez, o astrônomo Regiomontanus e o italiano Antonio Bonfini humanistas e Marzio Galeotto. E foi após a morte do rei que formou-se a Sodalitas litteraria Danubiana, a partir de um círculo de humanistas, sob as orientações de Conrad Celtis e seguindo os padrões acadêmicos da Academia Platônica Florentina de Marsílio Ficino. A partir de 1497 ela foi transferida para Viena sob o nome de "Sodalitas litteraria Danubiana".

### A Sociedade literária Dunubiana
A Sodalitas litteraria Danubiana ou Sociedade científica do Danúbio, também chamada Societas Danubiana, tinha a sua sede em Viena.

#### Fundadores
Por Conrad Celtis e outros humanistas em Viena em 1497 ou 1498 como a sucessora da Sodalitas litteraria Hungarorum.

#### História
Foi durante o reinado de Maximiliano I e sob seus pródigos cuidados que floresceu o humanismo em Viena. Ele apoiou os astrônomos e as ciências astronômicas, empregou inúmeros astrólogos e astrônomos em sua corte e em sua universidade, a Universidade de Viena. Foi ele quem estabeleceu na Universidade o Collegium poetarum et Corum matemática.
Os ares da graça humanista haviam tomado conta de Viena e eram inúmeros os seus prosélitos. Renomados estudantes, professores e assistentes que concorriam para colher destas beneficies os beneplácitos do conhecimento, daí formou-se um círculo de humanistas, que buscavam o estudo das artes liberais, das ciências e da teologia e filosofia, eram eles o austríaco,  astrônomo, matemático e teólogo Andreas Stöberl (1465-1515), conhecido como Stiborius (que, como tantos outros humanistas, tomou um nome Latim para expressar sua admiração por mestres clássicos);  Georg Tannstetter; Johannes Stabius; Thomas Resch; Stefan Rosinus; Johannes Cuspinianus; Johannes Engel e o reformador Joachim Vadianus, entre outros.
O humanismo renascentista em Viena girava ao redor de figuras centrais, sendo Celtis a principal delas. Ele era o grande regente daquele círculo ou centro de erudição, haja vista que em 1501, sob o patrocínio do imperador Maximilano I, que o havia laureado com o título de Professor da arte poética ele formou, sob o manto deste Privilegium, o Collegium Poetarum, sob a direção do Executivo Adjunto Vorstand Vincenz. Os membros deste recém-formado círculo ou confraria de reúnem, a princípio na casa de John Cuspinian e mais tarde na casa de George Tannstetter e mais este círculo receberá o nome de  Sodalitas Collimitiana. Nome herdado de Georg Tannstetter (também chamado de Georgius Collimitius ou  de "Lycoripensis") que, aceitando o convite de Celtis, em 1503, ele chegou a Viena na qualidade de professor da Universidade daquela cidade. Georg era um renomado e reconhecido humanista, médico, matemático, astrônomo e cartógrafo. Ele lecionou medicina, ciências naturais, geografia, história e matemática e logo se tornou uma figura de liderança entre os humanistas, em Viena, formando diversos humanistas, dentre os quais Joachim von Watt. Em 1510, Collimitius tornou-se o médico pessoal do imperador Maximiliano I  e Fernando I. Outro grande nome do humanista e de cooperação para o estabelecimento do humanismo renascentista na região foi o astrônomo Andreas Stöberl (1465-1515), conhecido como Stiborius. Stiborius tinha chegado a Viena a assumir uma posição no "Ducale Collegium" a pedido Maximiliano. Stiborius proferiu palestras sobre vários instrumentos e também realizou um trabalho de observação, e dedicou seu astrolábio ou "Austrie Clipeus", ao imperador, argumentando que este instrumento deveria dar poder mundano a  Maximiliano e que todos os imperadores do passado possuíram instrumentos similares.  
Depois de organizada como tal a Sociedade escolheu como seu presidente o arcebispo János Vitéz. 
O declínio da Academia deu-se a partir de 1529 e teve dois motivos principais: O  Cerco de Viena pelas tropas de Solimão. As tropas otomanas foram repelidas porém suas consequências foram notórias no campo cultural e o outro fator preponderante deu-se com a saída de de Viena de Tannstetter, em 1530 e com isso ela foi, posteriormente, honrosa incorporada à universidade.

#### Os membros
Pertencia ao máximo de 40 membros, incluindo
- John Vitez (Veszprém), chanceler do rei húngaro e legado Matthias Corvinus, bispo de Sirmium, Administrador de Olomouc, Bispo de Veszprém e administrador de Viena.
- Martin Transilvânia chamado Capinius, prefeito de Viena,
- John Cuspinian (cuspe Mannheim),
- Ladislau Sunthaym, que opera principalmente em Viena, o historiador alemão, genealogista, geógrafo e clérigo,
- Konrad Peutinger
- John Stabius
- Vincent Lang [24]

## As Sociedades fundadas por estudantes ou simpatizantes de Celtis

### A Sociedade literária Augustana
A Sodalitas litteraria Augustana ou Sociedade das Ciências de Augsburgo.

#### Fundadores
Fundada em 1503 por Konrad Peutinger, jurista e humanista, escrivão e cnselheiro imperial de Maximiliano I,S. 62 e cuja interatividade frequente com Erasmo de Roterdã, Jakob Sturm von Sturmeck, Willibald Pirckheimer und Albrecht Dürer.

#### Outros membros
- Os irmãos Bernardo Adelmann e Conrado Adelmann, de Adelmannsfelden, de um histórico reino de cavaleiros da Suábia. Eram ambos cânones e humanistas que simpatizavam com Lutero, mas após o cisma da Igreja Velha retornado. Correspondência com Rhenanus Image Bata Johann Reuchlin e George Spalatin.[18]
- Blasius Hölzl Finanças, Secretário e Conselho do Imperador Maximiliano, humanista

### A Sociedade literária Meierhofian
A Sodalitas litteraria Meierhofian ou Associação Meierhofiense (Maierhöfische) das Ciências, da antiga  "Associação Maierhöfische para as ciências" na antiga Morávia (parte oriental da atual República Checa), provavelmente sediada na cidade e capital de Olomouc.

#### Fundadores
Pelos humanistas e ex-alunos de Celtis Gregor Nitsch (1663-1729) e Martin Sinapinus.

#### Outros membros
- Estanislaus Thurzo, bispo de Olomouc, grande patrono do humanismo, seu capítulo da catedral tornou um centro intelectual Morávia
- Johannes V. Thurzo, o príncipe-bispo de Breslau (hoje Wroclaw). Como seu irmão Stanislaus Thurzo grande incentivador do humanismo. Reitor da Universidade de Cracóvia, desde 1498 e, em seguida, mentor das escolas em Gniezno e Poznan, na Cracóvia, e pouco depois cânone e reitor do Capítulo da Catedral de Wroclaw. Como um humanista esclarecido, ele encorajou jovens escritores, como Caspar Ursinus Velius, e Johann Georg von Logau Hess, que mais tarde tornou-se líder da Reforma em Wroclaw.
- Olomouc cidadãos

estava em conexão com a região de Olomouc:
- Ursinus Velius
- Bohuslaus Lobkowitz von Hassenstein
- Jan Šlechta de Všehrd
- E outros humanistas, como Johannes Vodnianus Campanus; John Amos Comenius; Sigismund Gelenius; Kryštof Harant, etc., que, ao longo dos anos foram engrossando as fileiras dos eslovacos no humanismo renascentista.

### A Sociedade Staupitziana
A Sodalitas Staupitziana, em sua formação, tinha as características de um grupo de estudos ou discussão e teve sua sede em Nuremberg. Seus participantes foram os principais responsáveis pela adesão de Nuremberg à Reforma Protestante, em 1521. O foco principal dos estudos da Sociedade Staupitiziana estava nos textos bíblicos e na teologia.

#### Fundadores
A Sociedade foi fundada em 1516, em Nuremberga, pelo teólogo e vigário-geral da ordem dos eremitas de Santo Agostinho, Johannes von Staupitz. A orientação e a trajetória da Sociedade foi influenciada por notáveis ??humanistas (que a ela pertenceram), como Albretch Dürer, como o teólogo Martinho Lutero, amigo de Venceslau Linck, sob cuja influência a "Sodalitas Staupitziana" no curso de 1518, teve seu nome alterado para "Sodalitas Martiniana"  em referência ao Martinianismo, ou seja às orientações teológicas de Martinho Lutero. A partir daí o estudo teológico fica orientado basicamente pelas teses, panfletos e sermões de Lutero.
Johannes von Staupitz foi (à sua época) o centro, o ponto de convergência dos estudos teológicos em Nuremberg. Ele foi o orientador, o educador dos estudantes, interessados e versados em teologia, a exemplo de Martinho Lutero, que teve em Staupitz o seu mestre e guia e, muito embora ele (Staupitz) tenha repudiado  a reforma protestante e (no último ano de sua vida – 1524 -) tenha pregado veementemente contra ela, Martinho Lutero, sobre ele, dizia:
"Se não fosse por Dr. Staupitz, eu deveria ter afundado no inferno."

#### Membros conhecidos
- Johannes von Staupitz, teólogo, prior, fundador professor e primeiro reitor da faculdade de teologia da Universidade de Wittenberg, antes do convento agostiniano em Munique, vigário geral da Congregação alemães observadores do agostiniano Ordem, promotor e confessor para o jovem Martinho Lutero foi, mais tarde ele seu sucessor na Universidade de Wittenberg, a diferença foi superada pelas crenças e permaneceu um amigo ao longo da vida de Martinho Lutero. Seus esforços de reforma encontrou resistência dentro da Ordem pelo pregador do Papa e também em Salzburgo, a mudança da Ordem Agostiniana no beneditino, abade de São Pedro, em Salzburg. Influenciada por numerosas obras religiosas de misticismo medieval.
- Lazarus Spengler, de funcionário de gabinete do secretário municipal, passou, em 1507 a escrivão da cidade (Raths Syndikus). Atuou como um dos principais defensores da Reforma em Nuremberg, chancelaria Clerk Town, simpatizavam com o movimento de Martin Luther pertencia, além do "Sodalitas Staupitziana" e "Ursula Brotherhood", que chamou os escritos da Reforma, veio a Lutero na papal feitiço que foi levantada após a apresentação de novo, representou a cidade de Nuremberg em 1521 na Dieta de Worms, onde ele incentivou o encontro pessoal com Lutero em sua atitude, os participantes da Dieta de Augsburgo, em 1530, colaborou no ordem da igreja Brandenburg-Nuremberg de 1533.
- Wenzeslaus Linck, teólogo luterano e reformador
- Willibald Pirckheimer, humanista e conselheiro do Imperador Maximiliano I.
- Albrecht Dürer [31]

### A Sociedade literária Ingolstatiensis
A Ingolstatiensis Sodalitas foi fundada e inspirada (em e) pelo humanista Conrad Celtis e teve a sua sede em Ingolstadt. A sua fundação de fato deveu-se ao historiador, membro do tribunal da Baviera, educador e Príncipe
- Johannes Aventinus, o membro mais proeminente:
- Ernst Herzog ou Ernesto da Baviera (1500–1560), Administrador de Passau e Salzburgo e mestre promessa do concelho de Glatz.

## Outras sociedades
Inspiradas nas sociedades criadas por ou a partir de Celtis, foram criadas outras e que foram:
- Basiléia e Estrasburgo [25]  S. 64
- Speyer e Schlettstatt [1]  S. 105
- Erfurt (Círculo dos poetas de Erfurt) [25]  S. 66

## O Celtis-Gymnasium Schweinfurt
Em homenagem (e em memória de) a Conrad Celtis foi criada a escola humanista Celtis Schweinfurt, com cursos de linguística e música, em Munique. Gymnasium Schweinfurt